# I. Iszaakiosz bizánci császár

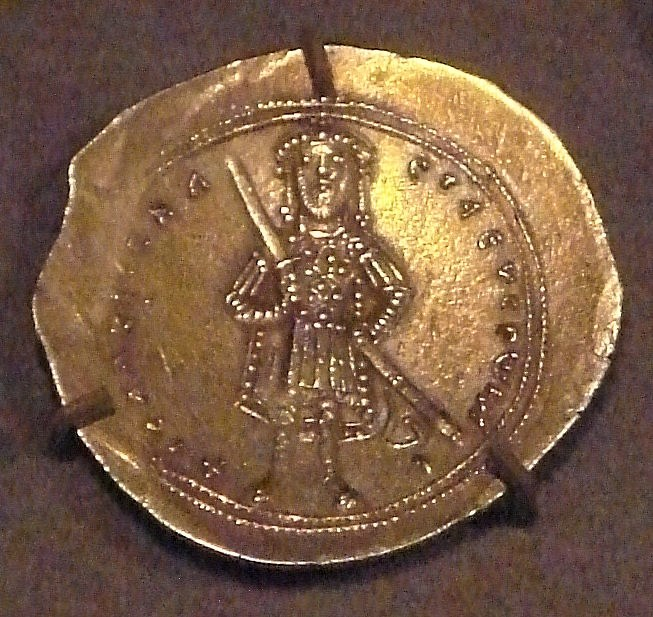
I. Iszaakiosz bizánci császár, arany histamenon

I. Iszaakiosz Komnénosz, magyarosan I. Izsák (Ισαάκιος Α΄ Κομνηνός, 1007. – Studiski kolostor, 1060. május 31.) a Bizánci Birodalom császára (uralkodott 1057. szeptember 1-jétől 1059 decemberéig), a később több uralkodót adó Komnénosz-dinasztia első trónt szerző tagja volt. A katonatisztként trónt szerzett Iszaakiosz uralkodása csak rövid közjáték volt a hivatali arisztokrácia tagjai közül kikerült császárok sorában. A császári hatalom megerősítésére törekvő uralkodó Mikhaél Kérullariosz pátriárkával folytatott harcába bukott bele.

## Útja a trónig
Iszaakiosz Komnénoszt fivérével, Ióannésszel együtt apjuk, az 1020-ban elhunyt Manuél Komnénosz végső kívánságának megfelelően II. Baszileiosz neveltette. A Sztudion-kolostorban tanultak, majd magas tisztségeket kaptak. Iszaakiosz 1042-ben az anatóliai haderő parancsnoka lett, és 1057-ben Katakalon Kekaumenosz társaként felkelést robbantott ki a katonai elittel szemben ellenséges VI. Mikhaéllal. A lázadó csapatok 1057. június 8-án Paphlagonia területén kiáltották ki uralkodónak, majd röviddel ezután Nikaiánál szétverték Mihály sebtében toborzott seregét. Az ezt követő tárgyalások során Komnénosz nem fogadta el a követek – köztük Mikhaél Pszellosz és Kónsztantinosz Leikhudész – azon javaslatát, hogy trónöröklési jogot és kaiszari címet kapjon. Végül a konstantinápolyi pátriárka, Mikhaél Kérullariosz is mellette foglalt állást, rávéve VI. Mikhaélt a lemondásra.

## Uralkodása
Iszaakiosz Komnénosz Kérullariosznak hála 1057. szeptember 1-jén vértelenül be tudott vonulni a fővárosba, ahol a pátriárka megkoronázta. Viszonzásképpen az uralkodó ígéretet tett arra, hogy tartózkodni fog az egyház ügyeinek befolyásolásától, továbbá a Hagia Szophia pénzügyeit is a pátriárka felügyeletére bízta. Kezdeti harmonikus viszonyuk azonban rövidesen megromlott, mivel Iszaakiosz az uralkodói hatalom megerősítésére törekedett. Első lépésként a II. Baszileiosz óta eltékozolt, eladományozott javak elkobzását és kisajátítását rendelte el, nem kímélve az egyház kezébe került vagyont sem. Az óriási népszerűségnek és hatalomnak örvendő pátriárka egy idő után azzal fenyegette meg a császárt, hogy leteszi a trónról.
Kérullariosz olyan népszerű volt a fővárosi lakosság körében, hogy bármilyen ellene tett lépés súlyos következményekkel járt volna. A császár ezért végül vidéken fogatta el az egyházfőt 1058. november 8-án, ám az nem volt hajlandó lemondani. Az uralkodó válaszul zsinatot hívott össze – szintén nem Konstantinápolyba –, hogy kimondja a trónfosztást, de Kérullariosz még az ülés alatt meghalt. Utódául az addigi főminisztert, Kónsztantinosz Leikhudészt tették meg, a Kérullariosz elleni vádbeszédet író Mikhaél Pszellosz pedig proedroszból első miniszterré lépett elő.
Az eset súlyos felháborodáshoz vezetett a konstantinápolyiak körében. Iszaakiosz 1059-ben észak felé, a magyarok és a besenyők támadását visszaverendő vezetett hadat, azonban a sikeres hadjáraton megbetegedett, és hazatérve a feszült helyzetben engedett Pszellosz rábeszélésének, és lemondott. Utódául a hivatali arisztokrácia egyik tagját, Kónsztantinosz Dukaszt nevezte ki, jómaga pedig élete hátralevő részét szerzetesi visszavonultságban töltötte a Sztudion-kolostorban.